# João Pedro Heinen Silva
João Pedro Heinen Silva (Terra Roxa, 20 gennaio 1997) è un calciatore brasiliano, centrocampista del FC Cascavel.

## Caratteristiche tecniche
È un trequartista.

## Carriera
Cresciuto nelle giovanili dell'Athl. Paranaense, ha esordito il 2 maggio 2015 in occasione di un match del Campionato Paranaense vinto 5-0 contro il Nacional-PR.

## Statistiche

### Presenze e reti nei club
Statistiche aggiornate al 17 marzo 2018.
| Stagione        | Squadra          | Campionato      | Campionato | Campionato | Coppe nazionali | Coppe nazionali | Coppe nazionali | Coppe continentali | Coppe continentali | Coppe continentali | Altre coppe | Altre coppe | Altre coppe | Totale | Totale | Totale |
| Stagione        | Squadra          | Comp            | Pres       | Reti       | Comp            | Pres            | Reti            | Comp               | Pres               | Reti               | Comp        | Pres        | Reti        | Pres   | Reti   |        |
| --------------- | ---------------- | --------------- | ---------- | ---------- | --------------- | --------------- | --------------- | ------------------ | ------------------ | ------------------ | ----------- | ----------- | ----------- | ------ | ------ | ------ |
| 2015            | Athl. Paranaense | A1/PR+A         | 1+0        | 0          | CB              | 0               | 0               |                    | -                  | -                  |             | -           | -           | 1      | 0      |        |
| 2015            | Guaratinguetá    | A1/SP+C         | 0+8        | 3          | CB              | 0               | 0               |                    | -                  | -                  |             | -           | -           | 8      | 3      |        |
| 2016            | Athl. Paranaense | A1/PR+A         | 0+9        | 0          | CB              | 3               | 0               |                    | -                  | -                  |             | -           | -           | 12     | 0      |        |
| 2017            | Athl. Paranaense | A1/PR+A         | 13+1       | 2+0        | CB              | 1               | 0               | CL                 | 3                  | 0                  |             | -           | -           | 18     | 2      |        |
| 2017            | Paraná           | A1/PR+B         | 0+22       | 4          | CB              | 0               | 0               |                    | -                  | -                  | PL          | 1           | 0           | 23     | 4      |        |
| 2018            | Athl. Paranaense | A1/PR+A         | 16+0       | 4+0        | CB              | 0               | 0               | CS                 | 0                  | 0                  |             | -           | -           | 16     | 4      |        |
| Totale carriera | Totale carriera  | Totale carriera | 70         | 13         |                 | 4               | 0               |                    | 3                  | 0                  |             | 1           | 0           | 78     | 13     |        |